# Nienburger Tasse

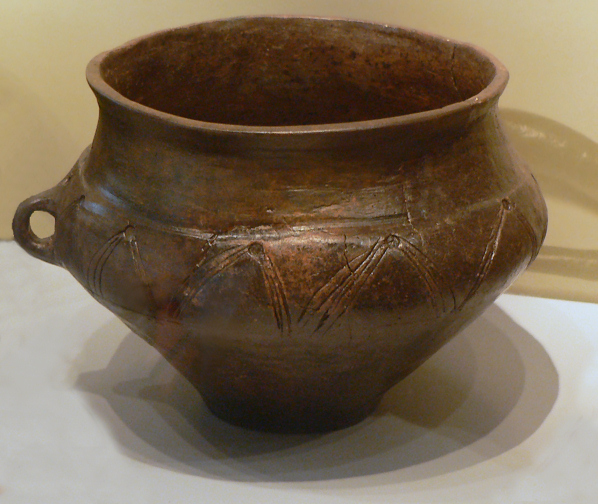
Nienburger Tasse aus Mehlbergen, ausgestellt im Museum Nienburg

Nienburger Tasse ist ein kennzeichnender Gefäßtyp der Harpstedt-Nienburger Gruppe und die heutige Bezeichnung für eine Keramikform der vorrömischen Eisenzeit, die nach ihrem ersten Fundort im
Grabhügelfeld in Erichshagen bei Nienburg benannt worden ist. Die Keramik fand in der eisenzeitlichen Kulturgruppe zwischen dem 6. Jahrhundert v. Chr. bis Christi Geburt im Gebiet des heutigen Niedersachsen im weiteren Umfeld der Weser Verwendung. Die Nienburger Tasse wird als keramische Leitform der Kulturgruppe angesehen. Typisch sind weitmündige glatte Gefäße mit einem kurzen Hals, die an der Gefäßschulter reichlich und kunstvoll verziert sind.

## Beschreibung

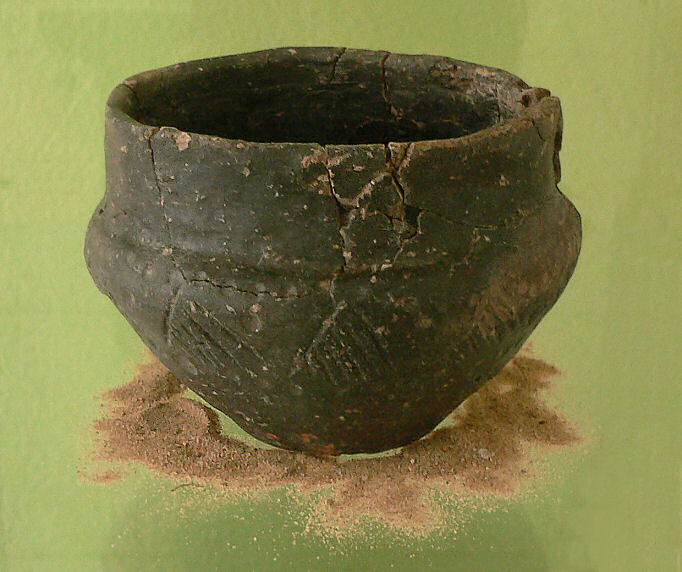
Henkellose Nienburger Tasse der Eisenzeitlichen Siedlung bei Bantorf

Die Keramikart der Nienburger Tasse wird auch als Nienburger Typ bezeichnet. Nahezu alle bei archäologischen Ausgrabungen gefundenen Exemplare sind als Urnen verwendet worden. Es handelt sich um weitmündige, tassenförmige Gefäße mit einem kurz abgesetzten Hals, die in 75 % der Fälle einen randständigen Henkel aufweisen. Die Gefäße sind ohne Drehscheibe gefertigt und bestehen aus einzelnen Tonstreifen. Es gibt kleine Formen von nur 10 cm Höhe und größere Formen mit bis zu 30 cm Höhe. Nienburger Tassen weisen an der Schulter komplizierte Motive auf, die vor dem Brennen in den feuchten Ton eingebracht wurden. Dazu gehören Muster von Dellen, Rillen, Winkel, Riefen, Einstiche, Ritzlinien, Sparrenbänder sowie schraffierte Dreiecke. Auch Ornamente durch schnurartige Muster kommen vor, die durch das Abrollen von Wendelringen aufgebracht worden sind.
Es gibt auch hohe, tonnenförmige Gefäße der Nienburger Tasse. Sie weisen ebenfalls Verzierungen auf, die sich als ein breites Band darstellen, das mit Strichbündeln in Winkelform und durch Dellen gefüllt ist.
Die Keramik des Nienburger Typs mit ihren Verzierungsmethoden und -techniken fällt weit vielfältiger aus, als die schlichte Keramik der angrenzenden Jastorf-Kultur im nordöstlichen Niedersachsen. Den Gefäßverzierungen wird eine magisch-kultische Symbolik zugeschrieben, ohne dass dies nachgewiesen werden kann. Auf jeden Fall handelt es sich um aufwändige Dekors, die von der künstlerischen Neigung der Hersteller zeugen.

## Verbreitung

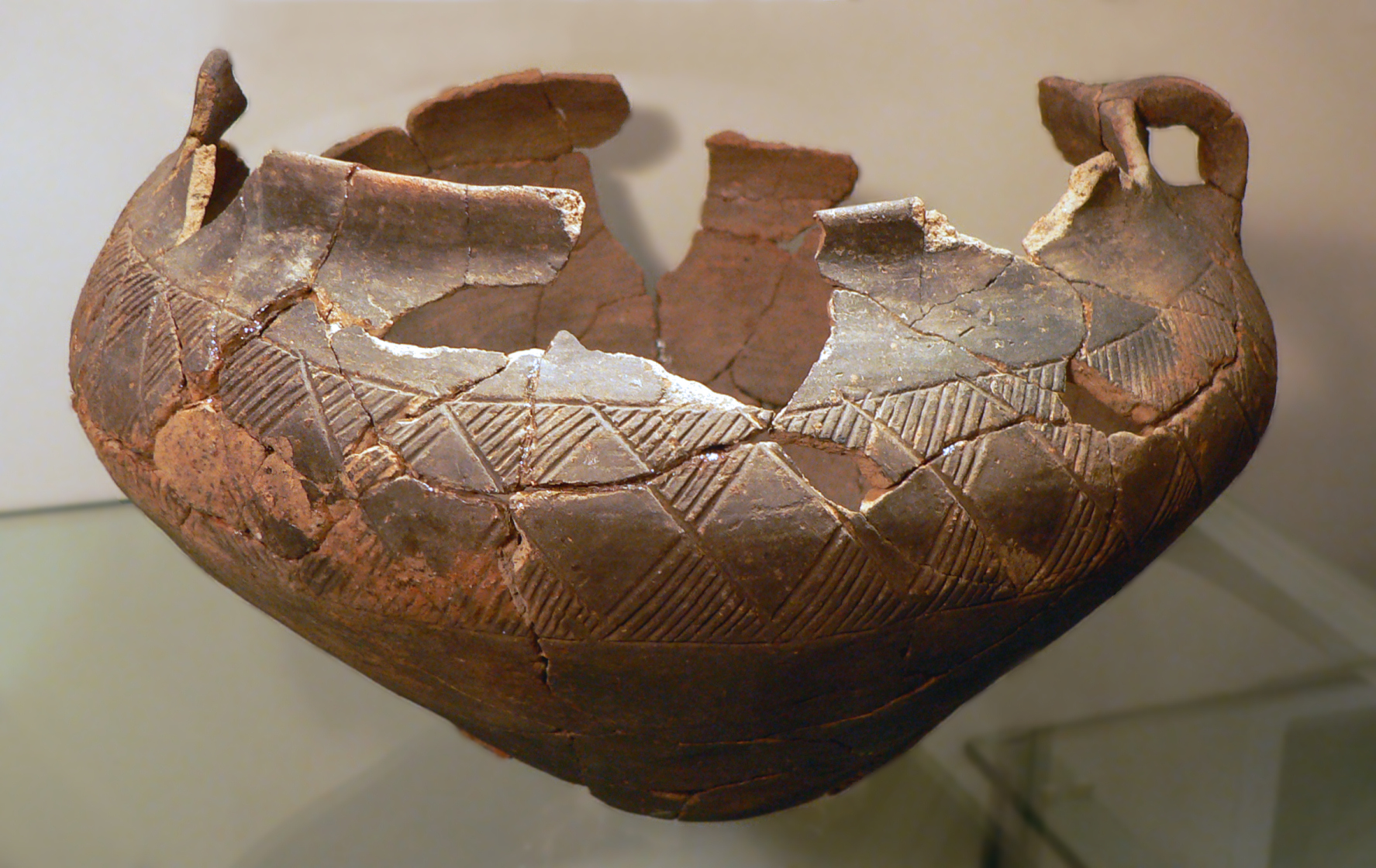
Nienburger Tasse vom Urnengräberfeld Hohnhorst, rechts der Henkel

Der keramische Formenkreis des Nienburger Typs bildete sich bei der Nienburger Gruppe heraus, die sich als mitteleuropäische archäologische Kulturgruppe im mittleren bis westlichen Bereich des heutigen Niedersachsens ab der frühen Eisenzeit im 6. bis 5. Jahrhundert v. Chr. bildete. Nach heute noch unvollständigen Kenntnissen war die Kulturgruppe im Dreieck von Weser und Aller ansässig. Das Gebiet umfasste grob das Gebiet zwischen der Aller im Norden, dem Oberlauf der Aller im Osten, der Lössgrenze im Süden und der Hunte im Westen, heute etwa das Städtedreieck Bremen – Hameln – Braunschweig. Die Kulturgruppe nahm eine Mittelstellung zwischen dem in der Latènezeit keltisch geprägten, südlichen Niedersachsen und der sich nordöstlich in Richtung Elbe erstreckenden Jastorf-Kultur ein. In jüngster Zeit wurde Keramik der Nienburger Tasse bei der Ausgrabung der Eisenzeitlichen Siedlung bei Bantorf im Jahre 2011 gefunden. In etwa 6 km Entfernung wurde ebenfalls im Jahre 2011 bei der Ausgrabung des Urnengräberfeldes Hohnhorst mit rund 350 Bestattungen Gefäßkeramik des Typs der Nienburger Tasse entdeckt.

## Benennung

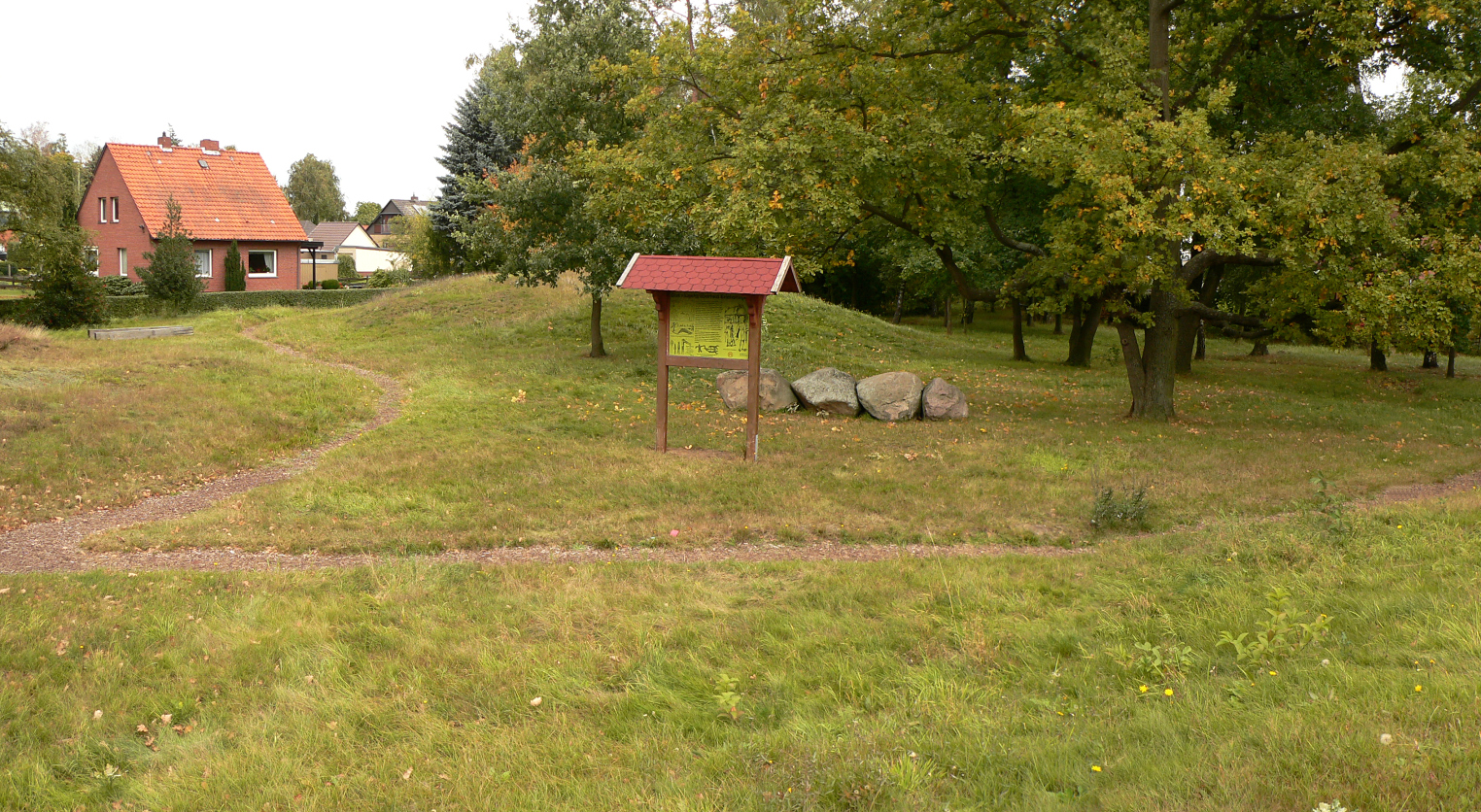
Grabhügelfeld in Erichshagen bei Nienburg als erstem Fundort von Nienburger Tassen

Erste Belege für die Existenz der Nienburger Gruppe als Kulturgruppe fanden sich bereits Anfang des 19. Jahrhunderts bei Ausgrabungen in einem Grabhügelfeld im kleinen Ort Erichshagen bei Nienburg. Auf dem dortigen bronzezeitlichen Bestattungsplatz wurden die Verstorbenen unter Hügelaufschüttungen beigesetzt. In der Eisenzeit kam es in den Grabhügeln zu Nachbestattungen von Urnen. Heute sind noch vier Grabhügel vorhanden, die sich in einem parkähnlichen Gelände in einem Wohngebiet befinden. 1890 erfolgte zur Keramik erstmals eine wissenschaftliche Veröffentlichung in den Nachrichten über deutsche Altertumsfunde und der Begriff des Nienburger Typs prägte sich. In den folgenden Jahrzehnten sind in anderen Bereichen des heutigen Niedersachsens gleichartige Gefäße gefunden worden. Nach dem Ort Nienburg sind die Kulturgruppe und ihre Keramik als erster Fundort benannt worden.